# چرچ، لانکاشر
چرچ (به انگلیسی: Church) یک روستا در بریتانیا است که در انگلستان واقع شده‌است. چرچ ۵٬۱۸۶ نفر جمعیت دارد.